# 23-й смешанный авиационный полк
23-й смешанный авиационный полк (23-й сап) — воинская часть Военно-воздушных сил (ВВС) Вооружённых Сил РККА, принимавшая участие в боевых действиях Великой Отечественной войны.

## Наименования полка
За весь период своего существования полк несколько раз менял своё наименование:
- 23-й истребительный авиационный полк
- 23-й смешанный авиационный полк

| У-2 | ЛаГГ-3 | И-16 |

## Создание полка
23-й смешанный авиационный полк сформирован на базе 23-го истребительного авиационного полка 26 июня 1942 года приняв личный состав 200-й отдельной авиационной эскадрильи связи на самолётах У-2 и самолёты из двух эскадрилий на самолётах И-16 от 43-го иап. Вошёл в состав ВВС 21-й армии Юго-Западного фронта.

## Расформирование полка
23-й смешанный авиационный полк 29 марта 1943 года был расформирован в составе 17-й воздушной армии.

## В действующей армии
В составе действующей армии:
- с 26 июня 1942 года по 12 января 1943 года

## Командиры полка
- Майор Иванов Пётр Михеевич (ВриД)[2], 05.1942

## В составе соединений и объединений
| Период        | Фронт (округ)        | армия                | ВВС армии      | примечание    |
| ------------- | -------------------- | -------------------- | -------------- | ------------- |
| 26.06.1942 г. | Юго-Западный фронт   | 21-я армия           | ВВС 21-й армии | И-16, У-2     |
| 01.07.1942 г. | Сталинградский фронт | 8-я воздушная армия  |                | И-16, У-2     |
| 01.11.1942 г. | Донской фронт        | 21-я армия           | ВВС 21-й армии | И-16, У-2     |
| 01.12.1942 г. | Юго-Западный фронт   | 17-я воздушная армия |                | И-16, У-2     |
| 29.03.1943 г. | Юго-Западный фронт   | 17-я воздушная армия |                | расформирован |

## Участие в операциях и битвах
Великая Отечественная война (1941—1942):
- Сталинградская битва — с 17 июля 1942 года по 2 февраля 1943 года
- Острогожско-Россошанская операция — с 13 января 1943 года по 27 января 1943 года

## Статистика боевых действий
Всего за период боевых действий с 26 июня 1942 года по 27 сентября 1942 года составом 1 эскадрильи полка:
| Выполнено боевых вылетов | Проведено воздушных боев | Сбито самолётов в воздухе |
| ------------------------ | ------------------------ | ------------------------- |
| 739                      | 88                       | 7                         |

## Самолёты на вооружении
| Период      | Самолёты |
| ----------- | -------- |
| 1942 — 1943 | И-16     |
| 1942 — 1943 | У-2      |